# Mops nanulus
Tadarida nanula — вид кажанів родини молосових.

## Середовище проживання
Країни поширення: Камерун, Демократична Республіка Конго, Кот-д'Івуар, Ефіопія, Гана, Гвінея, Кенія, Нігерія, Сьєрра-Леоне, Судан, Уганда. Цей вид, як правило, пов'язаний з тропічними лісовими низовинними середовищами проживання.

## Стиль життя
Він може бути знайдений спочиваючим в невеликій кількості в деревних тріщинах або в штучних структурах, таких як солом'яні будинки і сараї.